# Yatsenko I-28
Yatsenko I-28 là một loại máy bay tiêm kích của Liên Xô trong thập niên 1930. Do Vladmir Yatsenko thiết kế, bay lần đầu năm 1939.. Là một thiết kế có kiểu dáng khí động học tốt, nhưng thiết kế I-28 bị giới hạn về tốc độ do kiểu động cơ Tumansky M-87 khá yếu, do vậy I-28 mới chỉ được thử nghiệm và chưa bao giờ nằm trong biên chế không quân Liên Xô.

## Biến thể
I-28.1
I-28.2
I-28
I-28Sh

## Tính năng kỹ chiến thuật (I.28-2)
Dữ liệu lấy từ The History of Soviet Aircraft from 1918 
Đặc điểm tổng quát
- Kíp lái: 1
- Chiều dài: 8.54 m (28 ft 0 in)
- Sải cánh: 9.6 m (31 ft 6 in)
- Diện tích cánh: 16.5 m2 (178 ft2)
- Trọng lượng rỗng: 1850 kg (4079 lb)
- Trọng lượng có tải: 2720 kg (5997 lb)
- Powerplant: 1 × Tumansky M-87B kiểu động cơ piston, 820 kW (1100 hp)

Hiệu suất bay
- Vận tốc cực đại: 576 km/h (359 mph)
- Tầm bay: 800 km (497 dặm)
- Trần bay: 10.800 m (35600 ft)